# Lockheed Hudson
Il Lockheed Hudson, identificato in base alle convenzioni di designazione militare A-29 dall'USAAF e PBO-1 dalla US Navy, era un aereo da pattugliamento marittimo e bombardiere leggero sviluppato dall'azienda aeronautica statunitense Lockheed nei tardi anni trenta.
Derivato dal Lockheed L-14 Super Electra destinato al mercato civile, venne sviluppato su una specifica emessa dalla britannica Royal Air Force (RAF) poco prima dello scoppio della seconda guerra mondiale ed impiegato, durante quasi tutte le fasi del conflitto principalmente come equipaggiamento degli Squadron dalla RAF e di numerose altre aeronautiche militari alleate progressivamente sostituito dalla prima linea nel 1944 dal più moderno ed efficiente Lockheed Ventura.

## Storia del progetto
All'inizio della sua attività la Lockheed riuscì ad ottenere dei buoni successi commerciali con l'introduzione sul mercato dell'aviazione civile di una generazione di monomotori da trasporto, il più famoso dei quali fu il Lockheed Vega del 1927. Tuttavia, pur avendo risentito con un lieve ritardo della crisi economica, nel 1931 si trovò in difficoltà, non avendo saputo rinnovare la sua gamma. Nell'estate del 1932 si risollevò economicamente grazie alla disposizione di nuovi capitali ed affidando la direzione del proprio ufficio tecnico all'ingegnere Hall Hibbard. Il nuovo staff abbandonò l'impostazione tecnica fino ad allora utilizzata e basata su un'unica unità propulsiva avviando lo sviluppo del Lockheed L-10 Electra, un bimotore di impostazione moderna, ad ala bassa, che compì il primo volo il 23 febbraio 1934, caratterizzato da un impennaggio bideriva disegnata dall'assistente di Hibbard, quel Clarence "Kelly" Johnson che poi diverrà un famoso progettista. Con l'Electra la rinata Lockheed ebbe un immediato successo, dal quale derivarono il Model 12 e il Model 14 Super Electra. Quest'ultimo era un bimotore di costruzione interamente metallica, ad ala bassa, con due motori radiali di diverso tipo da 750-820 hp con tre membri di equipaggio, in grado di accogliere nello scompartimento 11 passeggeri su comode poltroncine. Il primo esemplare volò il 29 luglio 1937.
Nel periodo di produzione dei suoi bimotori, il management della ditta di Burbank era interessato essenzialmente al mercato dell'aviazione commerciale. Tuttavia in Europa era in atto una vera e propria corsa al riarmo, conseguenza dello scoppio della guerra civile spagnola e di inequivocabili segnali dell'imminenza di un conflitto di dimensioni continentali. All'inizio del 1938 la Lockheed venne informata della visita da parte della British Purchasing Commission (commissione britannica per gli acquisti) che giunse a Burbank in aprile. 
(Hibbard e Johnson realizzarono il simulacro del Model B14, versione militarizzata del Super Electra, presentato come aereo per la scuola plurimotori e la navigazione.)
Il Royal Air Force Coastal Command, tuttavia, era interessato anche a un aeroplano per sorveglianza marittima con cui sostituire i suoi Avro Anson: nacque così il Model B-14L. Il 23 giugno 1938 la RAF ne ordinò 200 esemplari come Hudson Mk.I, con opzione per altri 50.L'Hudson era un derivato che oggi si direbbe "a basso rischio tecnologico", in quanto la sua cellula era praticamente immutata rispetto a quella dell'aereo passeggeri, dal quale si distingueva per una vistosa torretta Boulton Paul dorsale. I motori erano due Wright GR-1820-G-102A Cyclone da 1100 hp e la sistemazione interna prevedeva un equipaggio di 4 uomini e una stiva per 635 kg di bombe; a prua, oltre alla postazione vetrata del puntatore, vi erano due mitragliatrici fisse calibro .30 in (7,7 mm). In questa configurazione il prototipo volò il 10 dicembre 1938. Con la denominazione ufficiale di Hudson Mk.I, i primi aerei da combattimento con il marchio Lockheed cominciarono a essere consegnati nel febbraio 1939 al No.1 OTU (Operational Training Unit) e al No.224 (GR) Squadron.
Il Lockheed Model 214 diede vita a successive versioni che ebbero anche designazioni del Pentagono, anche se l'impiego da parte degli Stati Uniti d'America fu molto più limitato rispetto a quello dei paesi del Commonwealth.

## Impiego operativo
Gli Hudson servirono su tutti i fronti, eccetto quello orientale, fino alla fine della guerra con Gran Bretagna, USA, Australia, Nuova Zelanda e Brasile, che li usarono nei ruoli di aereo antisommergibili, da ricognizione marittima, da trasporto e qualche volta anche come bombardieri e addirittura caccia a lungo raggio. Gli aerei venduti al Canada furono usati fino al 1947, equipaggiati con un gommone paracadutabile, come aerei da ricerca e soccorso. Un Hudson fece un atterraggio di emergenza in Irlanda, dove fu sequestrato e rimesso in linea con il piccolo Irish Air Corps. Il Portogallo dovette aspettare fino al 1944 per ricevere i primi Hudson. Il Sudafrica ricevette solo 2 Hudson, ma non ne richiese altri. Non si sa che fine abbiano fatto 23 Hudson venduti alla Cina. I Paesi Bassi ebbero un solo Hudson, poco dopo la fine della guerra. Nel dopoguerra, inoltre, molti Hudson furono trasformati in aerei da trasporto civile.

## Versioni
Hudson Mk.ILockheed Model B14L o 214, è la versione di serie iniziale. Nel corso del 1940 parte degli esemplari ricevette il radar ASV Mk.I. Prodotto in 351 esemplari, dei quali 28 sono andati al Canada e 2 all'Australia.
Hudson Mk.II20 esemplari per la RAF, praticamente identici ma con differenze nel montaggio del rivestimento.
Hudson Mk.IIIcellula del Mk.II con motori GR-1820-205A da 1200 hp, standardizzazione dell'arma difensiva ventrale e postazioni opzionali per due mitragliatrici laterali. La RAF ne ebbe 428, suddivisi in 187 Hudson Mk.III(SR) con serbatoi standard e 241 Hudson Mk.III(LR) con capacità di carburante aumentata.
Hudson Mk.IIIAsecondo il Lend-Lease Act (legge affitti e prestiti), gli aerei ceduti agli alleati erano acquistati dal Department of Defense e per questo motivo la versione Mk.IIIA, prodotta in 384 esemplari per la RAF, era designata A-29A. Alcuni furono requisiti dall'US Army come RA-29A.Questi aerei erano uguali ai Mk.III ma avevano i motori R-1820-87 da 1 200 hp e allestimento interno trasformabile per il trasporto di soldati:412 furono designati A-29, apparentemente senza la possibilità di trasporto truppe; di essi 153 furono dirottati all'USAAF come RA-29, 20 dei quali passarono a loro volta all'US Navy, come PO-1; 24 invece, vennero adattati per le riprese cartografiche e designati A-29B.
Hudson Mk.IV30 aerei con motore R-1830-SC3G per la RAF. Nella RAF era designato A-16 Hudson Mk.IVA, prodotto in 52 esemplari con motori R-1830-45 da 1050 hp.
Hudson Mk.V409 esemplari con motori R-1830-SC3G e allestimento come i Mk.III(LR).
Hudson Mk.VI450 esemplari per la RAF nell'ambito del Lend-Lease Act, designati negli USA A-28A, con motori R-1830-67 da 1200 hp e allestimento convertibile per trasporto truppe.
AT-18dopo l'ingresso degli Stati Uniti nel conflitto, l'USAAF richiese 217 aerei simili agli A-29 ma con torretta dorsale Martin, da impiegare per l'addestramento dei mitraglieri e il traino bersagli.
AT-18A83 esemplari privi di torretta dorsale e con sedili per un istruttore e 4 allievi per addestramento al pilotaggio dei plurimotori e alla navigazione.
C-111in Australia l'USAAF requisì 3 Super Electra civili, con motori R-1820-F62 da 760 hp, da impiegare per collegamento.
L-100nel 1939 la Lockheed iniziò l'uso dei TDN (Temporary Design Numbers) partendo dall'L-100, versione dell'Hudson Mk.I con equipaggiamento e armamento americani, proposto al governo olandese ma cancellato nel corso dello stesso anno.
L-101versione dell'Hudson Mk.I con il bombardamento quale missione primaria, offerto a Brasile, Canada, Honduras, Iugoslavia, Turchia e Venezuela.Non ottenne ordini e venne cancellato.
L-107versione simile al Mk.III, con motori R-1820-G666 da 1200 hp e senza torretta dorsale; offerto alla RAF ma non costruito.
L-109TDN riservato al Model EB14 da bombardamento, abbandonato.
L-114un probabile ulteriore sviluppo dell'L-109.
Naturalmente, visto il successo della formula, il costruttore cercò di trarne il massimo e realizzò il successivo Model 18 Lodestar e la famiglia dei Model 37 (Harpoon e Ventura), oltre la quale non fu possibile andare.

## Utilizzatori

### Militari

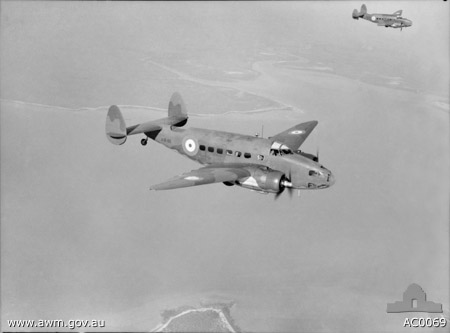
Due Lockheed Hudsons della Royal Australian Air Force in volo nel 1940.

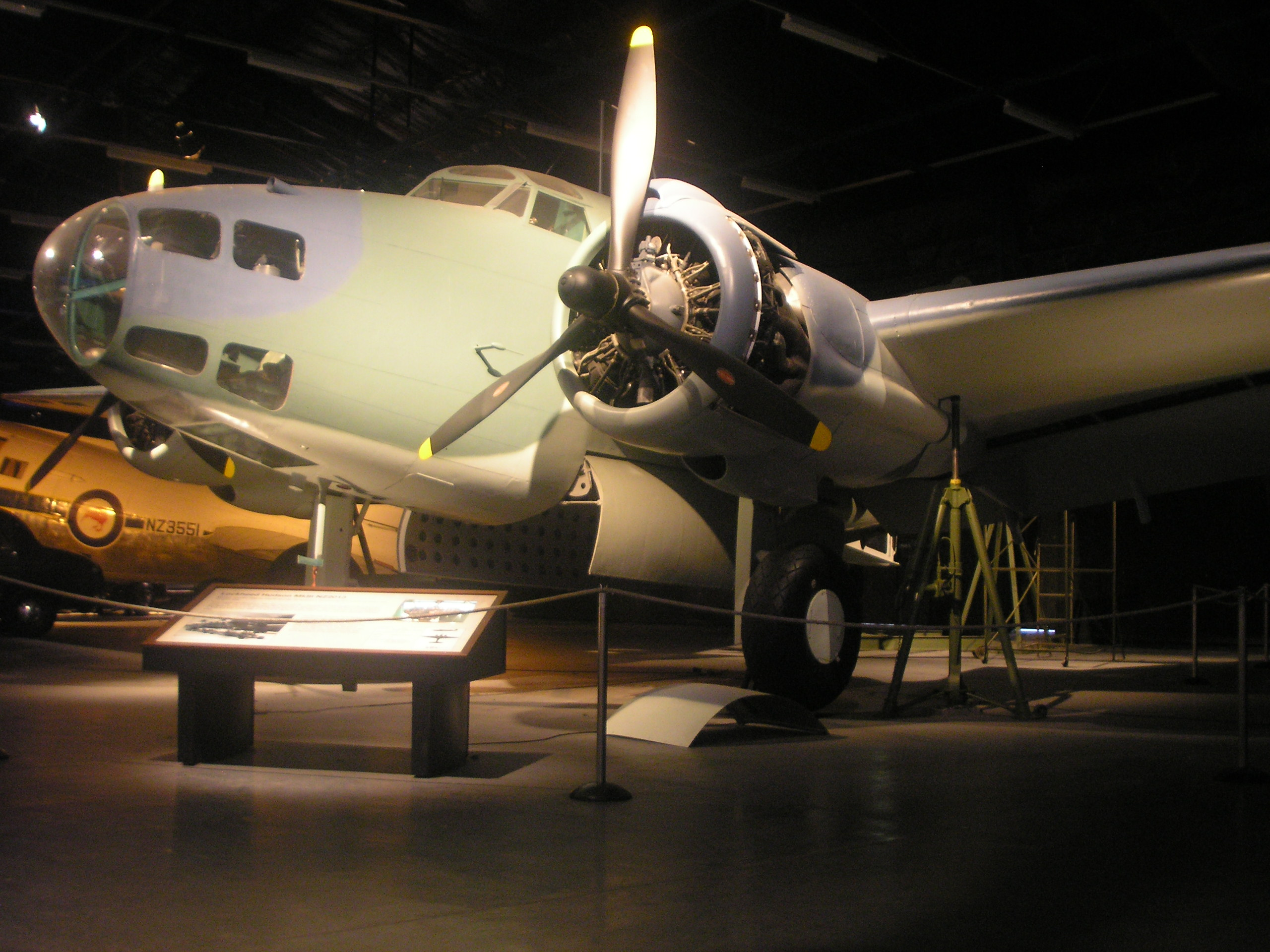
L'Hudson esposto all'RNZAF Museum.

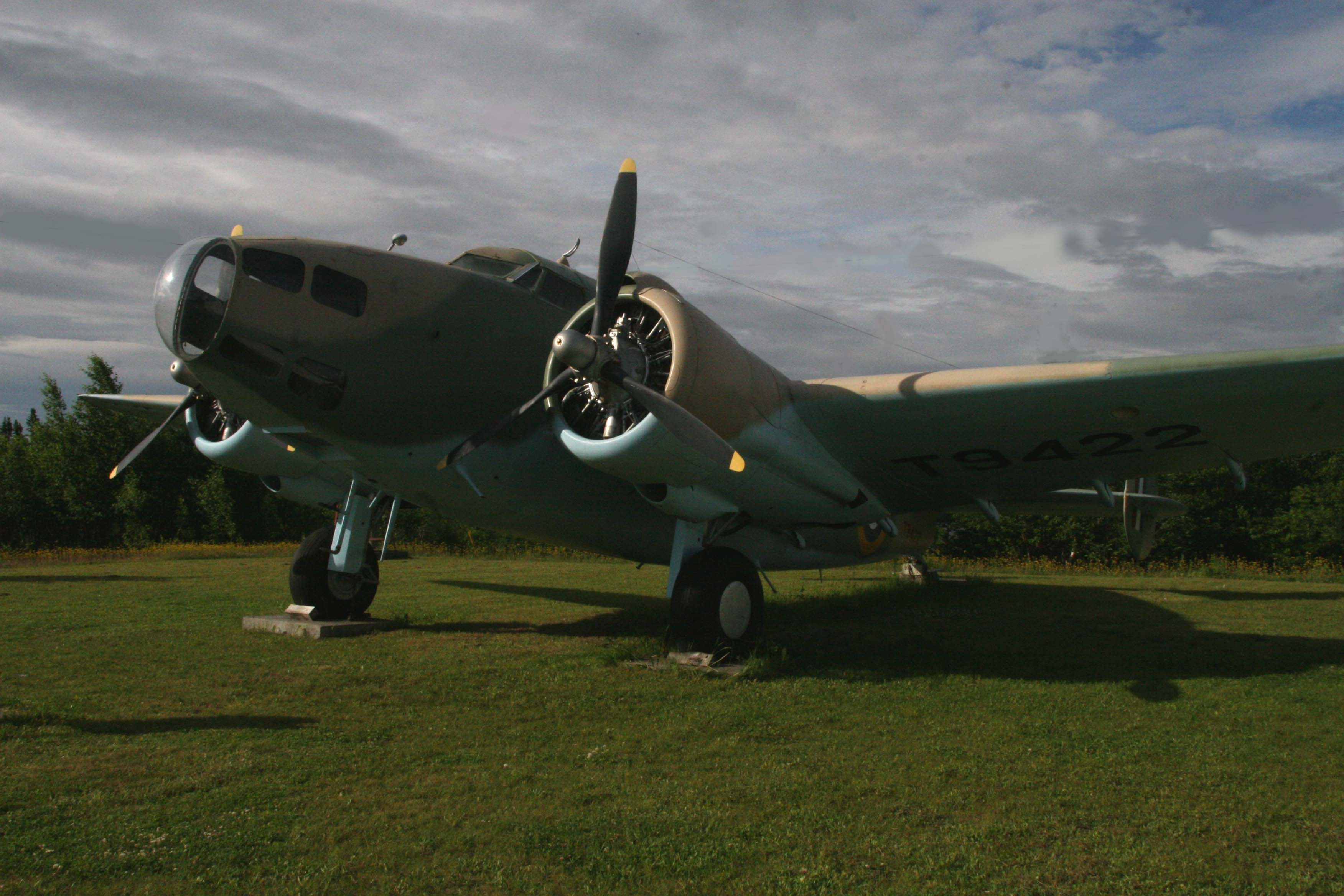
Lockheed Hudson Mk IIIA (T9422) at the North Atlantic Aviation Museum, Gander, Newfoundland

Australia
- Royal Australian Air Force

 Brasile
- Força Aérea Brasileira

 Canada
- Royal Canadian Air Force

 Repubblica di Cina
- Chung-Hua Min-Kuo K'ung-Chün

 Irlanda
- Aer Chór na hÉireann

 Israele
- Heyl Ha'Avir

 Paesi Bassi
- Koninklijke Luchtmacht

 Nuova Zelanda
- Royal New Zealand Air Force

 Portogallo
- Arma da Aeronáutica Militar
- Força Aérea Portuguesa

 Sudafrica
- South African Air Force

 Regno Unito
- Royal Air Force

 Stati Uniti
- Sperry Gyroscope
- United States Army Air Forces
- United States Navy

### Civili
Australia
- East-West Airlines

 Trinidad e Tobago
- British West Indian Airways

 Regno Unito
- British Overseas Airways Corporation (BOAC)